# Toyota Camry

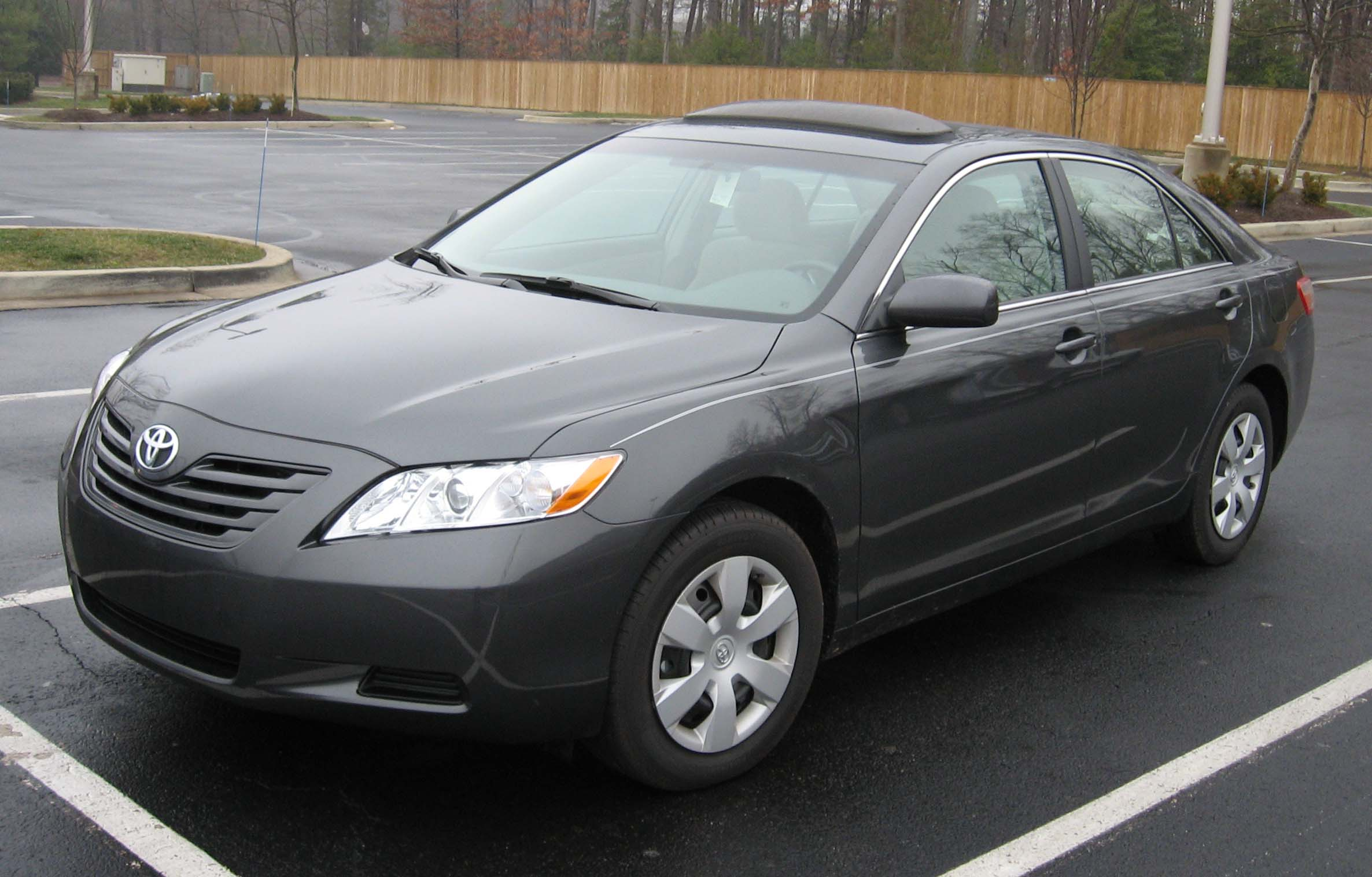
Toyota Camry LE del 2007

El Toyota Camry és un cotxe de tipus mid size fabricat per Toyota a les plantes de Georgetown, a Kentucky, i Lafayette, a Indiana, Estats Units; Altona, a Victoria, Austràlia; Guanzhou, Xina i a la fàbrica original de Toyota (Japó). Ha esdevingut i segueix sent el cotxe més venut als Estats Units des de l'any 1997, mercat principal del Camry, que competeix contra rivals com el Ford Fusion, Chevrolet Malibu, Saturn Aura, Honda Accord o Nissan Altima. També se ven a Austràlia, Canadà, Mèxic i altres mercats asiàtics com el de Cambodja.
El nom de Camry prové de la transcripció fonètica de la paraula japonesa kanmuri (冠, かんむり), que significa "corona" (Toyota Crown i Toyota Corona). També la paraula "Camry" és un anagrama de "My car" (el meu cotxe).
Els primers Camry eren classificats com a compact, tal com era el model que substitueix, el Toyota Corona, però a partir del 1992 passarà a ser classificat com a mid size.
El Camry és el cotxe més venut als Estats Units des del 1997  Arxivat 2007-05-14 a Wayback Machine. (excepte 2001 ). L'any 2006, es van vendre 448.445 Camrys  Arxivat 2007-02-10 a Wayback Machine..
Des de la quarta generació (1996-1997), el model s'ha comercialitzat al Japó també com a Daihatsu Altis començant l'any 2000 per la marca d'Osaka i amb modificacions quasi imperceptibles com a substitució de la berlina compacta de la marca, el Daihatsu Applause. Des del model de 2011 (setena generació del Camry i quarta de l'Altis) el model de Daihatsu només es comercialitza amb motorització hibrida.

## Primera generació (1983-1986)

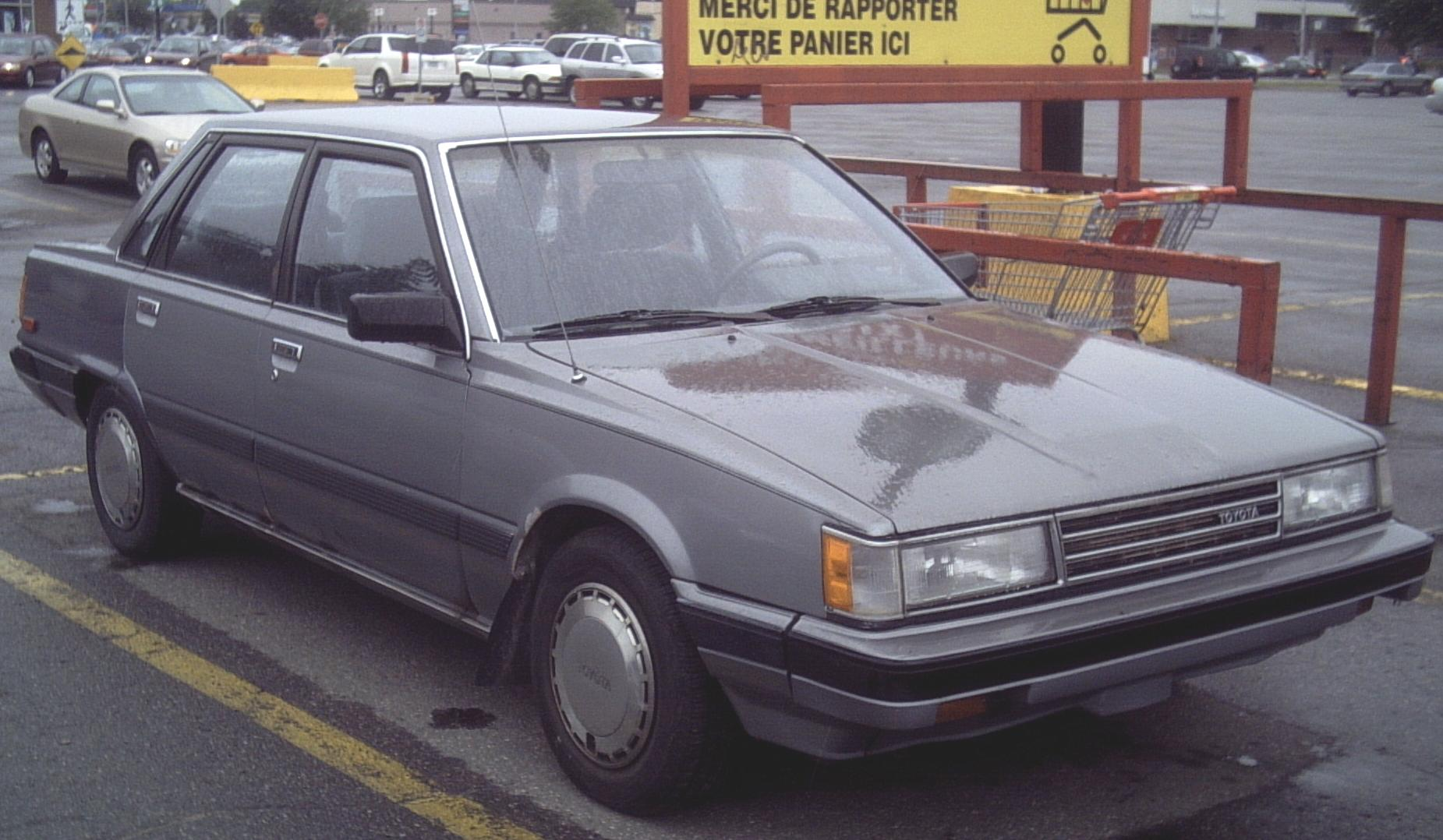
Toyota Camry del 1983-1986

Presentat el 1982 com a model del 1983, el Camry va oferir-se amb les carrosseries sedan de 4 portes i hatchback de 5 portes.
Dimensions del Camry:
Batalla (Wheelbase): 2,601 m (102.4 in)
Llargada (Length): 4,460 m (175.6 in)
Amplada (Width): 1,689 m (66.5 in)
Alçada (Height): 1,369 m (53.9 in)
Mecànicament a Nord-amèrica va oferir-se amb un motor 1.8 L 1S-L de 73 cv (79 cv el 1986), 2.0 L 2S-ELC de 92 cv i un 2.0 L 2C-TLC turbodièsel i podia elegir-se amb transmissió manual de 5 velocitats o automàtica de 4 velocitats A140E.
El Camry ja gaudirà d'una bona acollida al mercat (igual que el seu rival, l'Honda Accord), a causa de la bona reputació que tenen en temes de fiabilitat, prestacions "correctes" i la qualitat en la fabricació del vehicle.
El Camry era de tracció davantera a diferència del Celica Camry.
El 1985 el Camry estrena una nova graella, llums davanters i posteriors de nou disseny. També es revisa el tauler de control i s'introdueix un nou disseny en els controls del sistema de climatització.
Al mercat Australià només se va vendre la versió amb porta posterior i motors de gasolina d'injecció electrònica. A Regne Unit i bona part d'Europa es van vendre les versions mecàniques dels Estats Units sota el nom de GLi per les de gasolina i GLD per les turbodièsel, encara que el hatchback no se va vendre a Regne Unit.

## Segona generació (1987-1991)

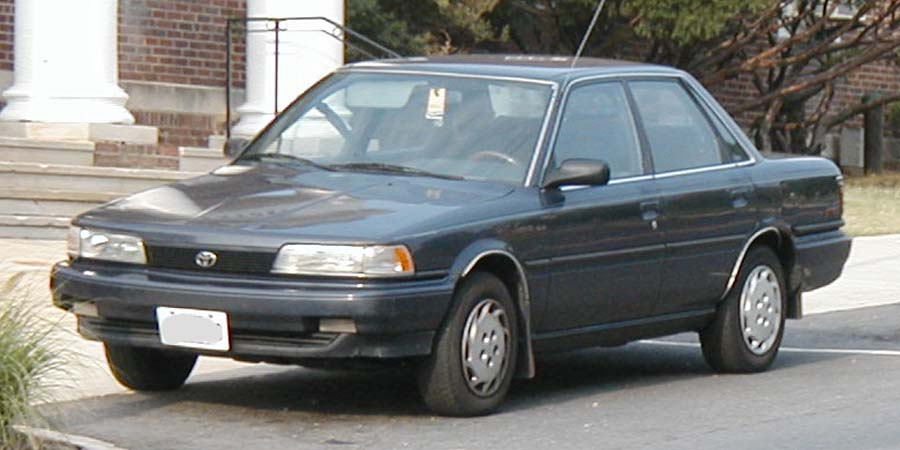
Toyota Camry del 1987-1991

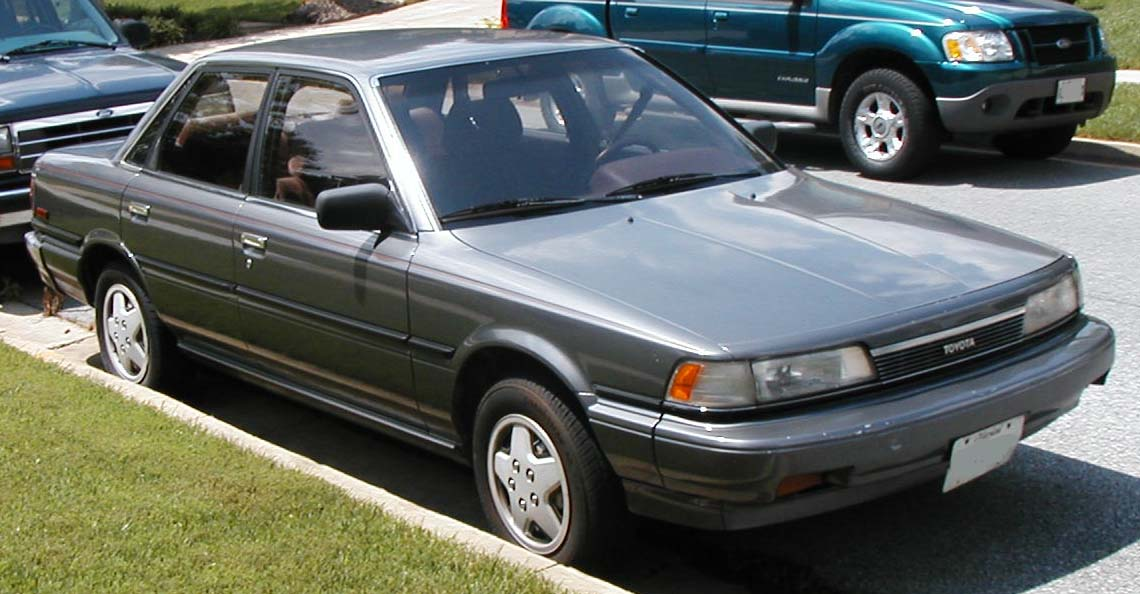
Toyota Camry del 1987-1991

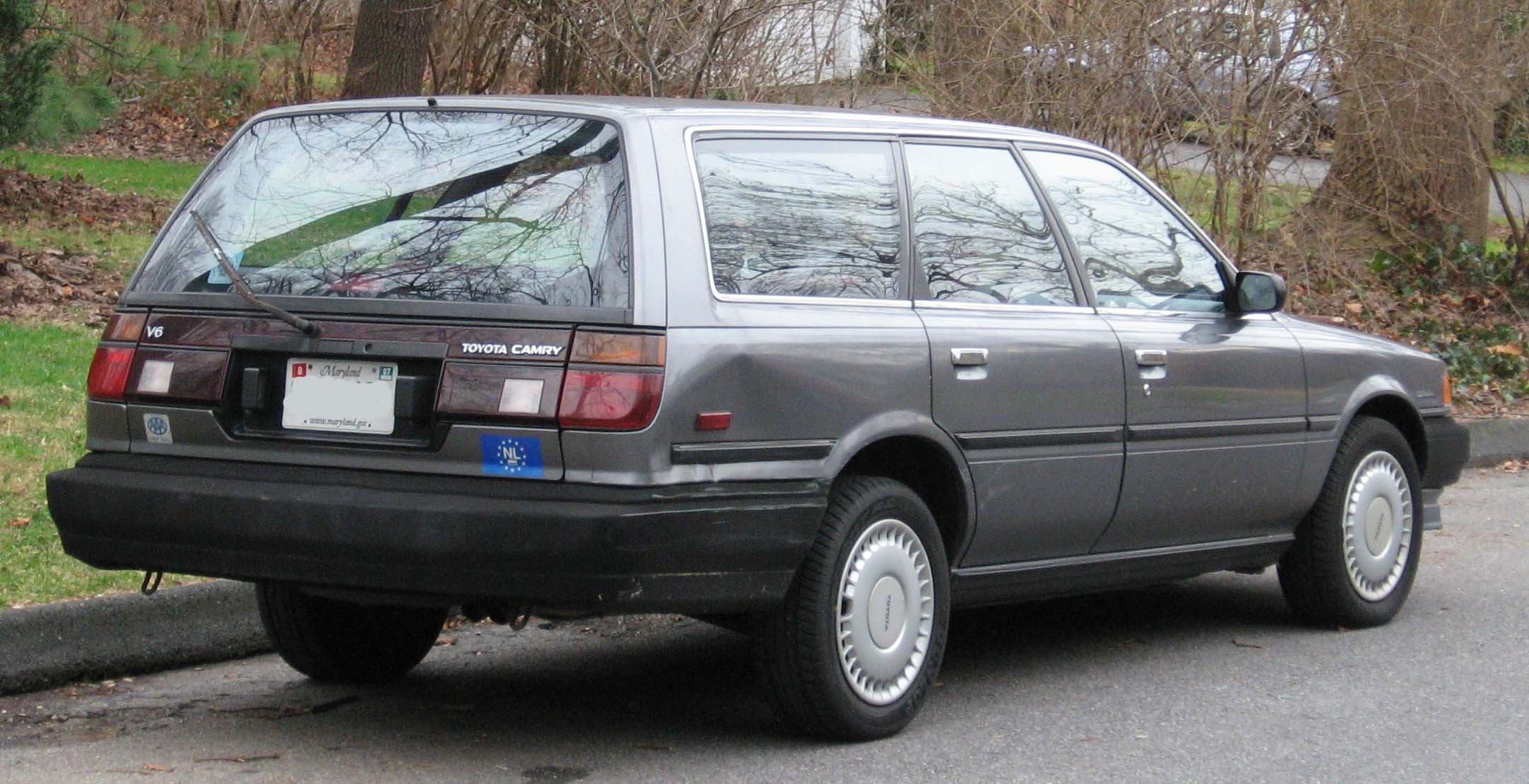
Toyota Camry station wagon V6 del 1987-1991

Novament, debuta un any abans però com a model de l'any (1986 com a model del 1987) i s'afegeix una versió familiar (station wagon) però desapareix la versió amb porta posterior.
Dimensions del Camry:
Batalla (Wheelbase): 2,601 m (102.4 in)
Llargada (Length): 4,625 m (182.1 in)
Amplada (Width): 1,689 m (66.5 in)
Alçada (Height): 1,374 m (54.1 in)
Capacitat del dipòsit: 51 l (13.5 galons EUA)
Degut a la bona acollida del Camry als Estats Units, es va decidir l'any 1988 començar la producció de Camrys als Estats Units, en concret a la planta de Kentucky que va ser la primera fàbrica adquirida al 100% per Toyota.
Mecànicament se segueix oferint un motor 1.8 L 1S de 86 cv (fins al 1989), 2.0 L 3S-FE de 115 cv i un nou motor 2.5 L 2VZ-FE V6 de 153 cv, que s'incorporarà el 1988, així com un sistema de tracció integral, anomenat All-Trac, però disponible únicament en els models equipats amb transmissió manual, encara que a partir del 1989 ja va poder equipar-se en les transmissions automàtiques.
La gamma de paquets d'equipament del Camry eren:
- Base, l'acabat estàndard.
- DX, major relació equipament-preu.
- LE, de major equipament i luxe.

Les transmissions a elegir eren:
- Manual de 5 velocitats S52 i S53
- Automàtica de 4 velocitats A140E, A540E i A540H

El Camry va anar adquirint major popularitat, i molts crítics el valoraven positivament, convertint-se en el 5é cotxe més venut als Estats Units i esdevenint "la joia" dels cotxes familiars (mid size). El 1991 s'afegeix ABS en opció al LE V6 i a l'All Trac LE sedan.
Rivals del Camry eren l'Honda Accord, Mazda 626, Mitsubishi Galant i Nissan Stanza.

## Tercera generació (1992-1996)

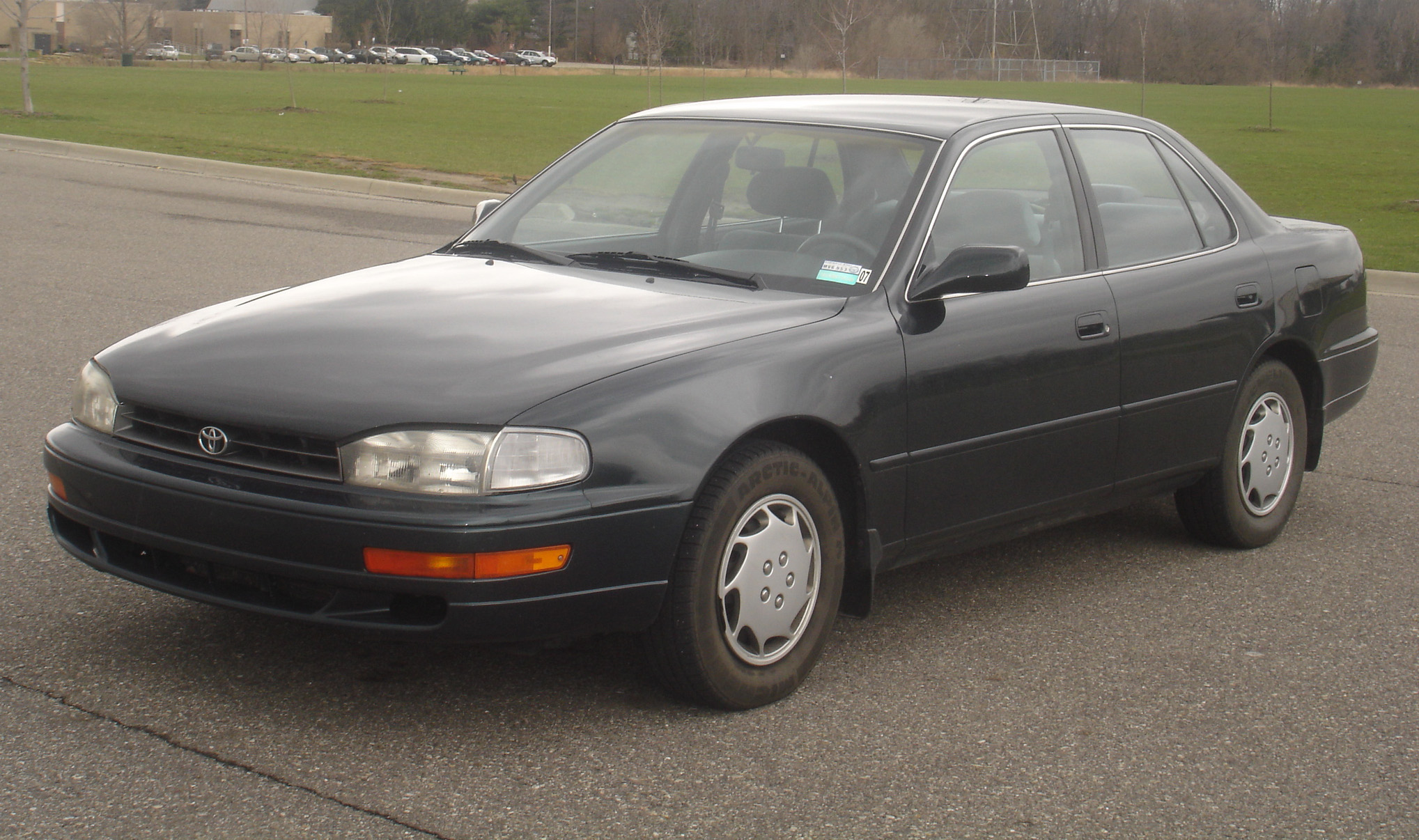
Toyota Camry del 1993

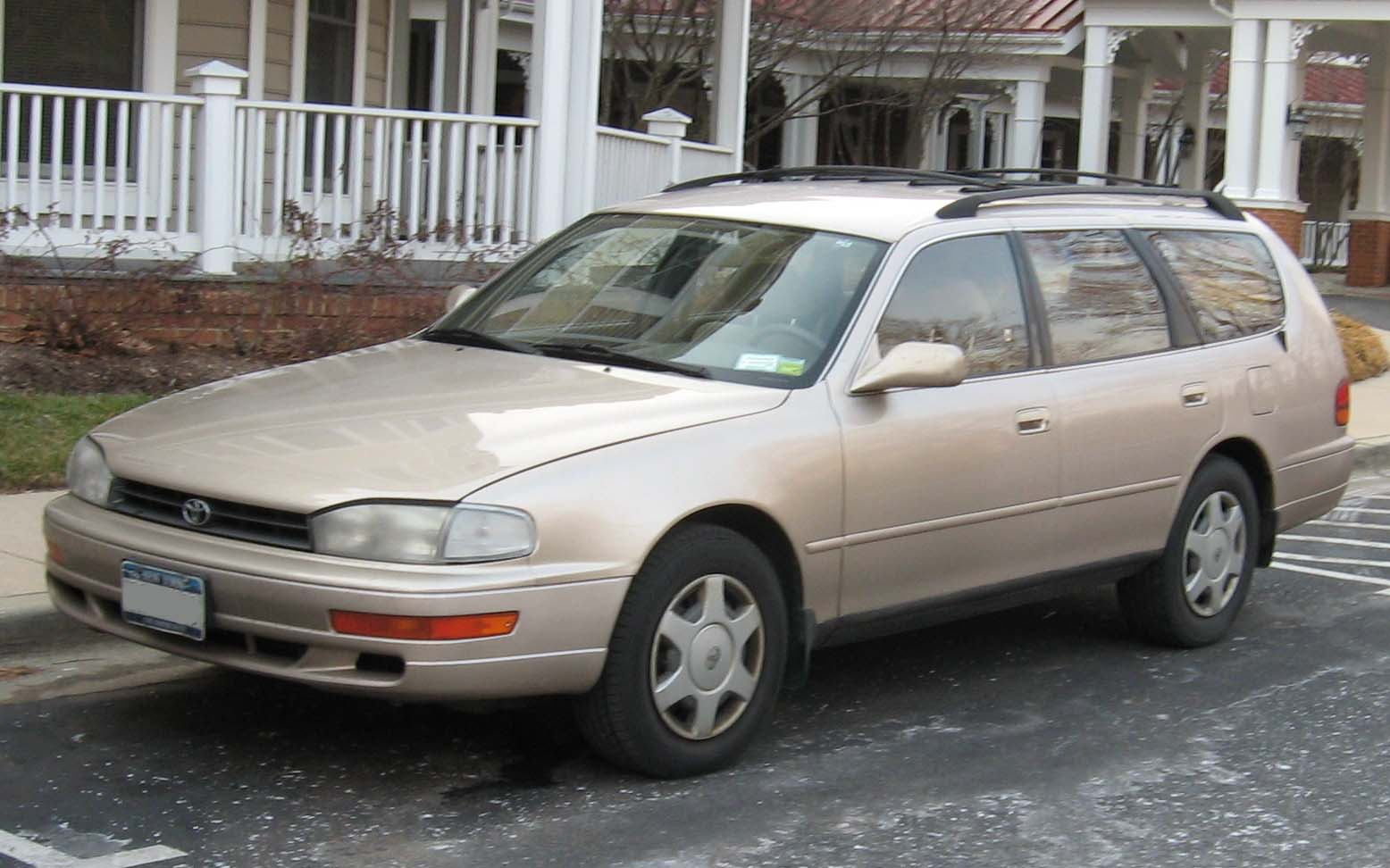
Toyota Camry station wagon del 1992-1994

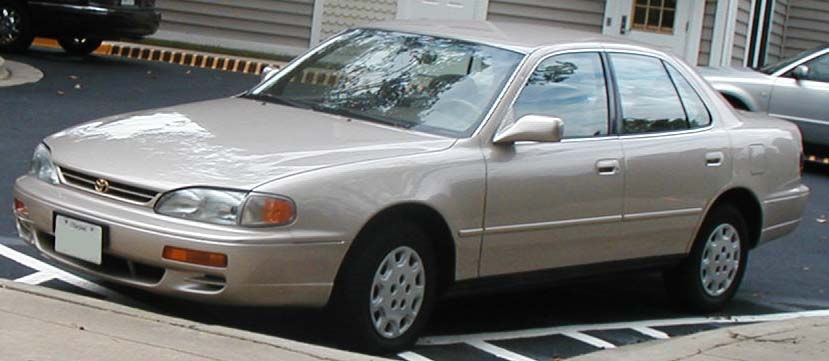
Toyota Camry del 1995-1996

El 1992 el Camry rep un canvi profund, i abandona el segment dels compact per saltar al dels mid size gràcies a l'increment de mides del vehicle, donant un major espai als passatgers d'aquest vehicle. Estèticament se suavitzen les línies (a l'interior del vehicle també) i se li dona una millor aerodinàmica a l'exterior, a part de millor la insonorització.
Les millores amb el xassís i en la carrosseria (segueix oferint la sedan i la familiar -station wagon- de 4 portes) serviran de base per al Lexus ES 300 del 1992. També s'afegeix ABS disponible per a tots els Camry i airbags i cinturons de 3 punts.
Dimensions del Camry:
Batalla (Wheelbase): 2,619 m (103.1 in)
Llargada (Length): 4,770 m (187.8 in)
Amplada (Width): 1,770 m (69.7 in)
Alçada (Height): 1,394 m (54.9 in)
Capacitat del dipòsit: 70 l (18.5 galons EUA)
Els paquets d'equipament són, DX, LE, XLE i SE, que equipa el motor V6, suspensió d'altes prestacions, i llantes de disseny específic.
Mecànicament estrena nous motors:
- 2.2 L 5S-FE de 130 cv
- 3.0 L 1MZ-FE V6 de 188 cv (a partir del 1994)
- 3.0 L 3VZ-FE V6 de 185 cv @ 5800 rpm i una torsió de 256 N·m @ 4600 rpm (1992 i 1993 als Estats Units i 1992-1996 a Nova Zelanda i Austràlia)

Les transmissions a elegir eren:
- Manual de 5 velocitats, només els paquets DX i SE, perquè cada cop més els clients s'inclinaven per transmissions automàtiques.
- Automàtica de 4 velocitats A140E, A540E i A541E.

El 1993 el 75% dels Camry venuts als Estats Units procedien de la planta de Kentucky i el 100% dels Camry familiars venuts a nivell mundial.
El 1994 el Camry rep una sèrie de modificacions: apareix una versió 2 portes per rivalitzar amb l'Accord Coupe, airbag de passatger i el V6 augmenta las eva potència i la transmissió automàtica rep un sistema electrònic de control "fuzzy logic". L'any següent, es realitza un petit restyling, amb una nova graella, fars posteriors i davanters nous. El paquet DX al familiar desapareix; el XLE rep l'ABS de sèrie.
Rivals del Camry eren l'Honda Accord, Mazda 626, Mitsubishi Galant i Nissan Altima.

## Quarta generació (1997-2001)

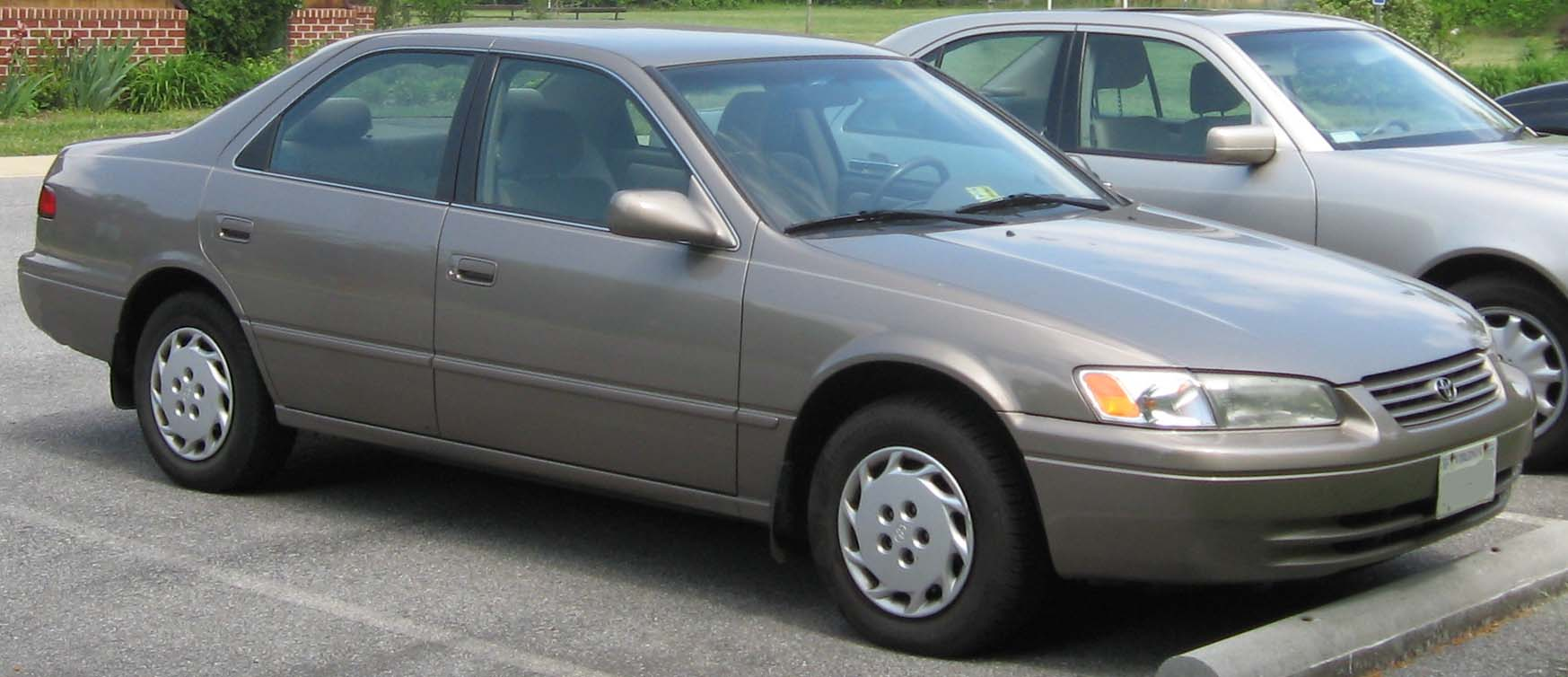
Toyota Camry del 1997-1999

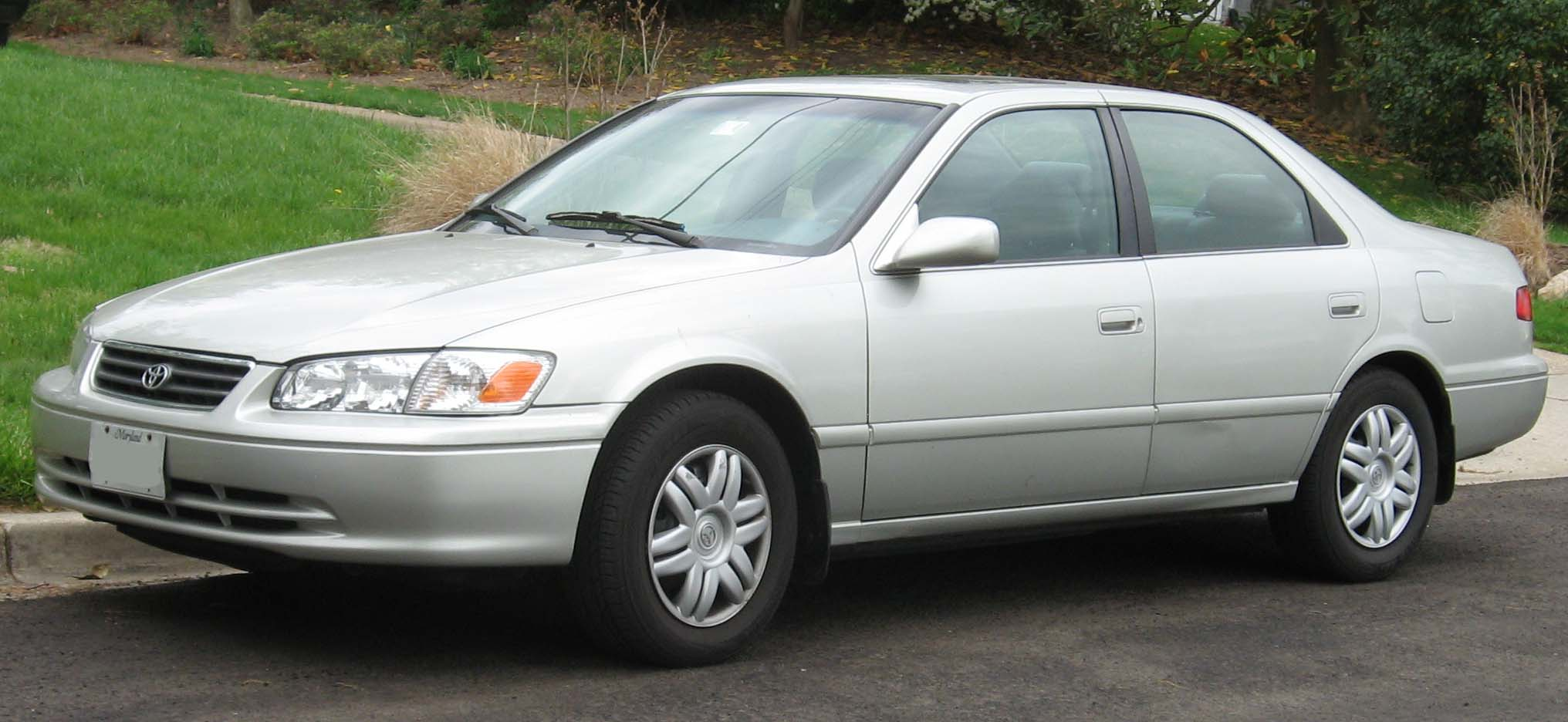
Toyota Camry del 2000-2001

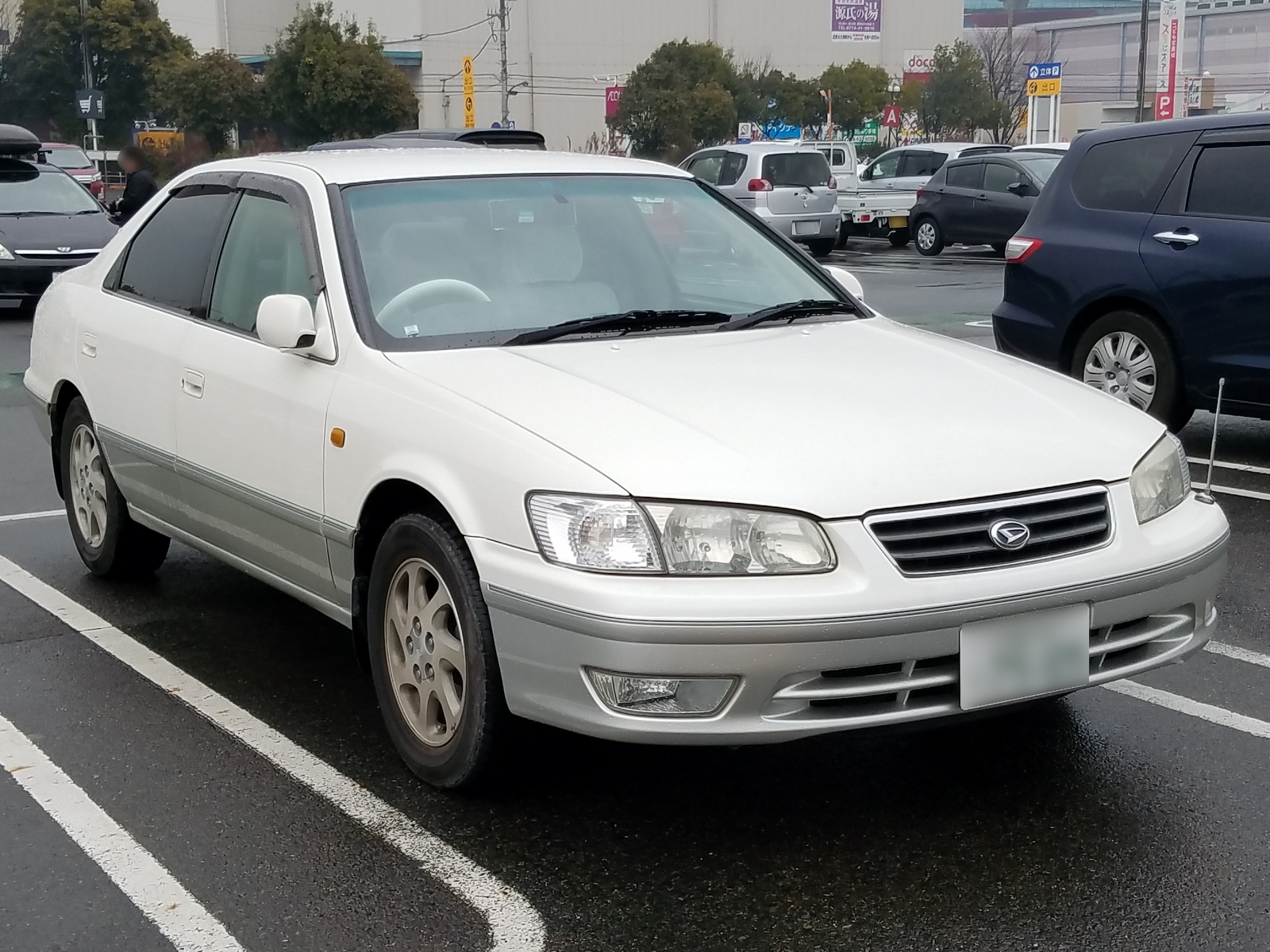
Daihatsu Altis 1ra generació

Seguint el cicle de renovació cada 5 anys, es presenta el nou Camry, amb un disseny de la carrosseria més suaus. Les versions familiar (station wagon) i 2 portes deixen d'oferir-se al mercat dels Estats Units.
Dimensions del Camry:
Batalla (Wheelbase): 2,672 m (105.2 in)
Llargada (Length): 4,788 m (188.5 in)
Amplada (Width): 1,781 m (70.1 in)
Alçada (Height): 1,407 m (55.4 in)
Capacitat del dipòsit: 70 l (18.5 galons EUA)
Els paquets d'equipament són:
- CE (que substitueix al paquet bàsic DX), amb transmissió manual de 5 velocitats o automàtica de 4 velocitats i únicament manual si equipa el motor V6.
- LE (equipat), amb transmissió automàtica de sèrie.
- XLE (el més equipat), amb transmissió automàtica de sèrie.

El paquet SE deixarà d'oferir-se.
Mecànicament segueixen oferint-se els mateixos motors, però de major potència:
- 2.2 L 5S-FE de 133 cv
- 3.0 L 1MZ-FE V6 de 194 cv

Les transmissions a elegir, les mateixes amb alguna variació:
- Manual de 5 velocitats
- Automàtica de 4 velocitats A140E i A541E

Toyota començarà a oferir de sèrie en tots els paquets d'equipament al seu Camry l'ABS a partir del 1997 (excepte al CE associat amb el motor 2.2 L). Els consumidors nord-americans els va agradar molt el Camry, i això va produir que al mateix any esdevingués el cotxe més venut als EUA, superant al Ford Taurus.
El 1998 els airbags laterals passen a estar en opció a tots els Camry i el motor V6 rep el certificat LEV que ja tenia el motor 2.2 L. El sistema "anti-theft" bloqueja l'arranc del motor, a part de ser el cotxe més venut.
El 1999 apareix la versió de 2 portes, el Toyota Camry Solara, que tenia un disseny diferent al sedan de 4 portes a diferència de les versions anteriors del coupe. El sedan rep DRL, llums de dia, en els paquets LE i XLE i al CE si aquest inclou l'opció de ABS.
L'any 2000 rep un restyling en la carrosseria, com l'ús de crom en la graella, fars davanters més allargats, nou disseny de llanta i moltures laterals revisades completen la llista de canvis.
I finalment, l'any 2001 s'estrena una sèrie especial anomenada "Gallery Series": es tracta del paquet LE amb pintura de 2 tons i l'interior amb el volant i la palanca de canvis amb un folre de pell i altres detalls.
Rivals del Camry eren l'Honda Accord, Mazda 626, Hyundai Sonata i Nissan Altima.

## Cinquena generació (2002-2006)

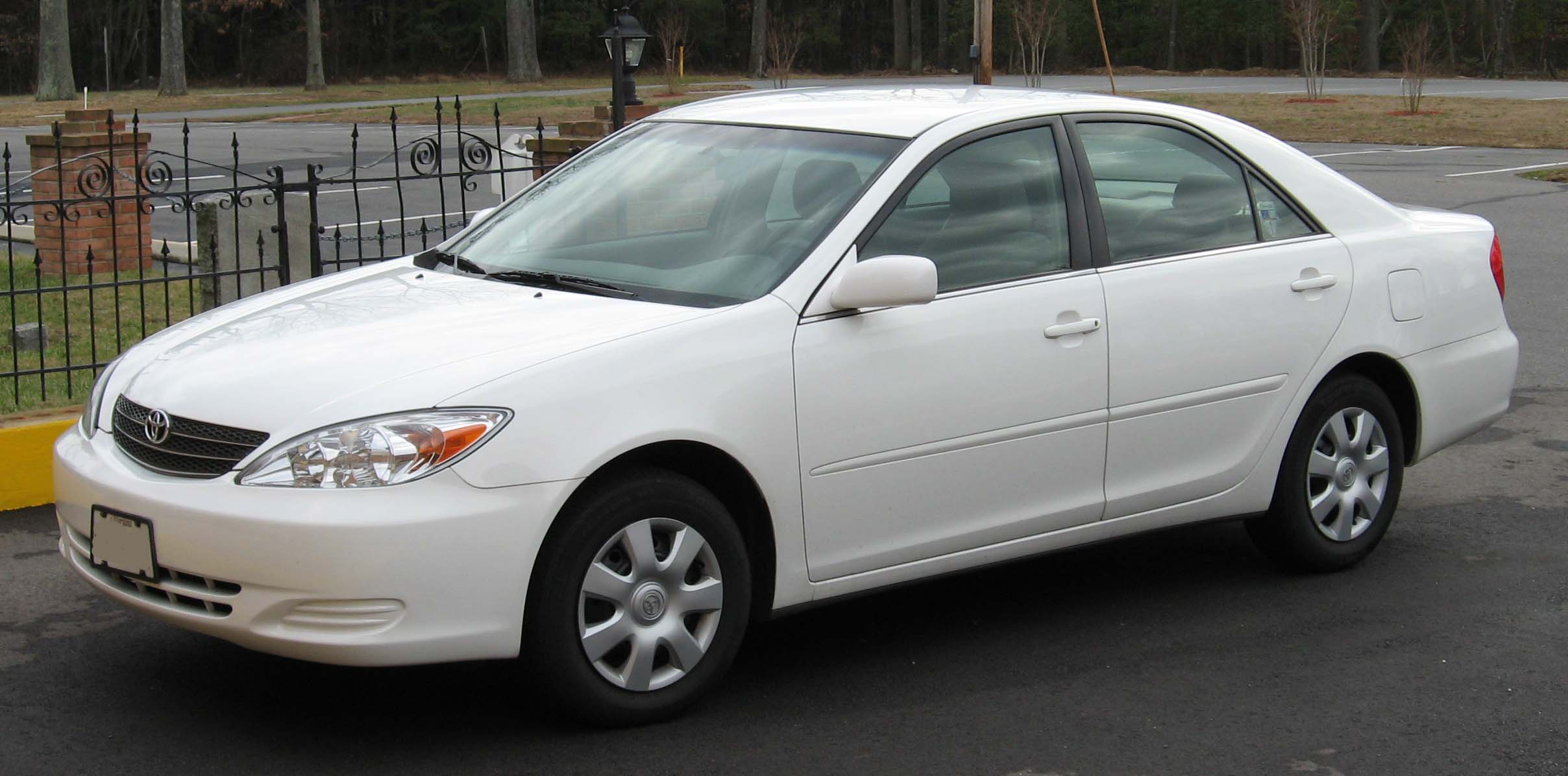
Toyota Camry LE del 2002-2004

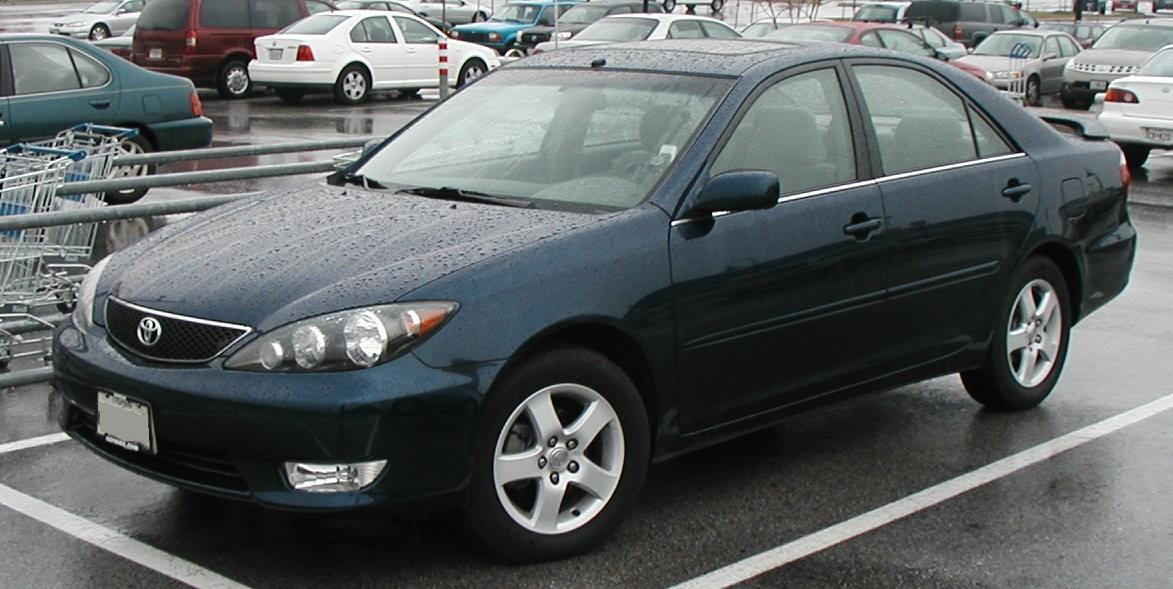
Toyota Camry SE del 2004-2005

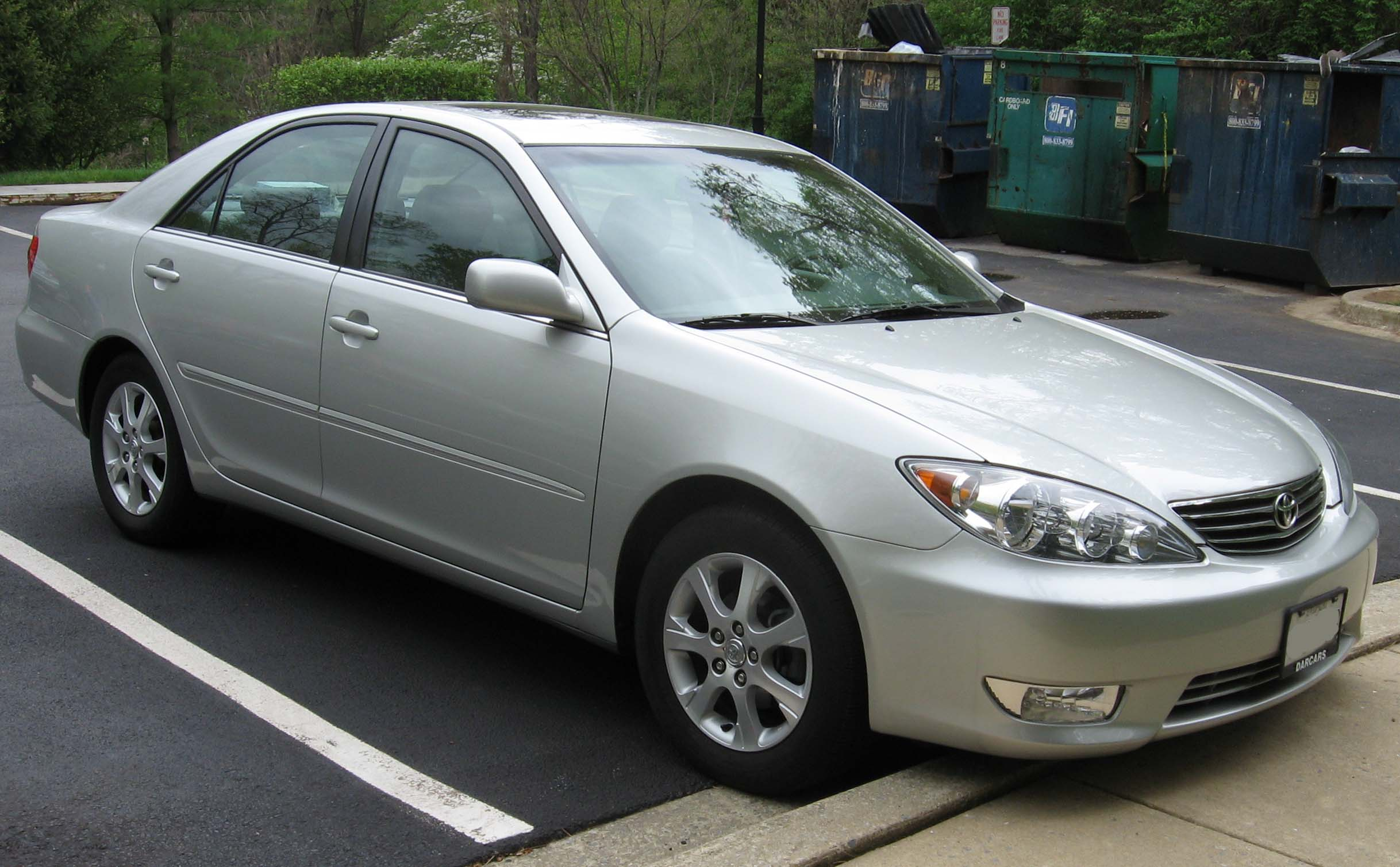
Toyota Camry XLE del 2005-2006

Aquesta nova generació segueix augmentant les mides de la carrosseria, sedan de 4 portes (el coupe és un model a part), amb un disseny molt més aerodinàmic respecte dels models anteriors i més elegant que les generacions anteriors.
A diferència d'altres fabricants que afegeixen paquets d'equipament per cridar l'interès del comprador, Toyota segueix amb el seu sistema reduint-ho tot al mínim per oferir algunes versions que se situïn dins de les necessitats dels potencials compradors. I, amb aquest motiu, el paquet CE desapareix -ningú compra ja un cotxe sense aire condicionat o alçavidres manuals- i deixa només 3: LE, SE (retorn, i és el paquet esportiu) i l'XLE (de major equipament).
Dimensions del Camry:
Batalla (Wheelbase): 2,720 m (107.1 in)
Llargada (Length): 4,806 m (189.2 in)
Amplada (Width): 1,796 m (70.7 in)
Alçada (Height): 1,491 m (58.7 in)
Capacitat del dipòsit: 70 l (18.5 galons EUA)
Els paquets d'equipament són:
- CE (que substitueix al paquet bàsic DX), amb transmissió manual de 5 velocitats o automàtica de 4 velocitats i únicament manual si equipa el motor V6.
- LE (equipat), amb transmissió automàtica de sèrie.
- XLE (el més equipat), amb transmissió automàtica de sèrie.

El paquet SE deixarà d'oferir-se.
Mecànicament, presenta novetats importants, com la desaparició del motor 2.2 L 5S-FE a favor d'un nou 2.4 L i s'afegeix un 3.3 L V6 a partir del 2004:
- 2.4 L 2AZ-FE de 157 cv, que pot associar-se a una manual o automàtica.
- 3.0 L 1MZ-FE V6 de 192 cv. Tot i la seva pèrdua de potència, permet que compleixi amb el certificat ULEV.
- 3.3 L 3MZ-FE V6 de 225 cv.

Els V6, només se poden elegir amb transmissió automàtica.
En les transmissions, presenta novetats, sobretot en les automàtiques:
- Manual de 5 velocitats.
- Automàtica de 4 velocitats U241E, U151E i U140E.
- Automàtica de 5 velocitats U250E, disponible a partir del 2004 per als paquets SE i XLE.

A partir del 2004 el Camry rep modificacions, ja en l'adopció d'una nova transmissió (automàtica de 5 velocitats) com la d'un nou motor (3.3 L V6) i un nou paquet, "Limited Edition" basat amb el LE amb modificacions exclusives en l'interior i exterior del vehicle.
El 2005 el Camry rep un restyling exterior, amb uns fars davanters i posteriors redissenyats, una nova graella i nou disseny de llantes. En l'interior, un nou tauler de control i pel paquet LE, manetes de la porta i del canvi cromades. Pels paquets LE i XLE afegeixen un nou disseny de seients, i pel XLE V6 se reserva els seients de pell de sèrie.
Per als motors de 4 cilindres (2.4 L) la transmissió automàtica de 4 velocitats deixa pas a una de 5 velocitats en opció, l'ABS passa a ser de sèrie en tots els models i per primer cop el VSC pot ser equipat en el 2.4 L.
Rivals del Camry eren l'Honda Accord, Ford Taurus i Nissan Altima.

## Sisena generació (2006-2013)

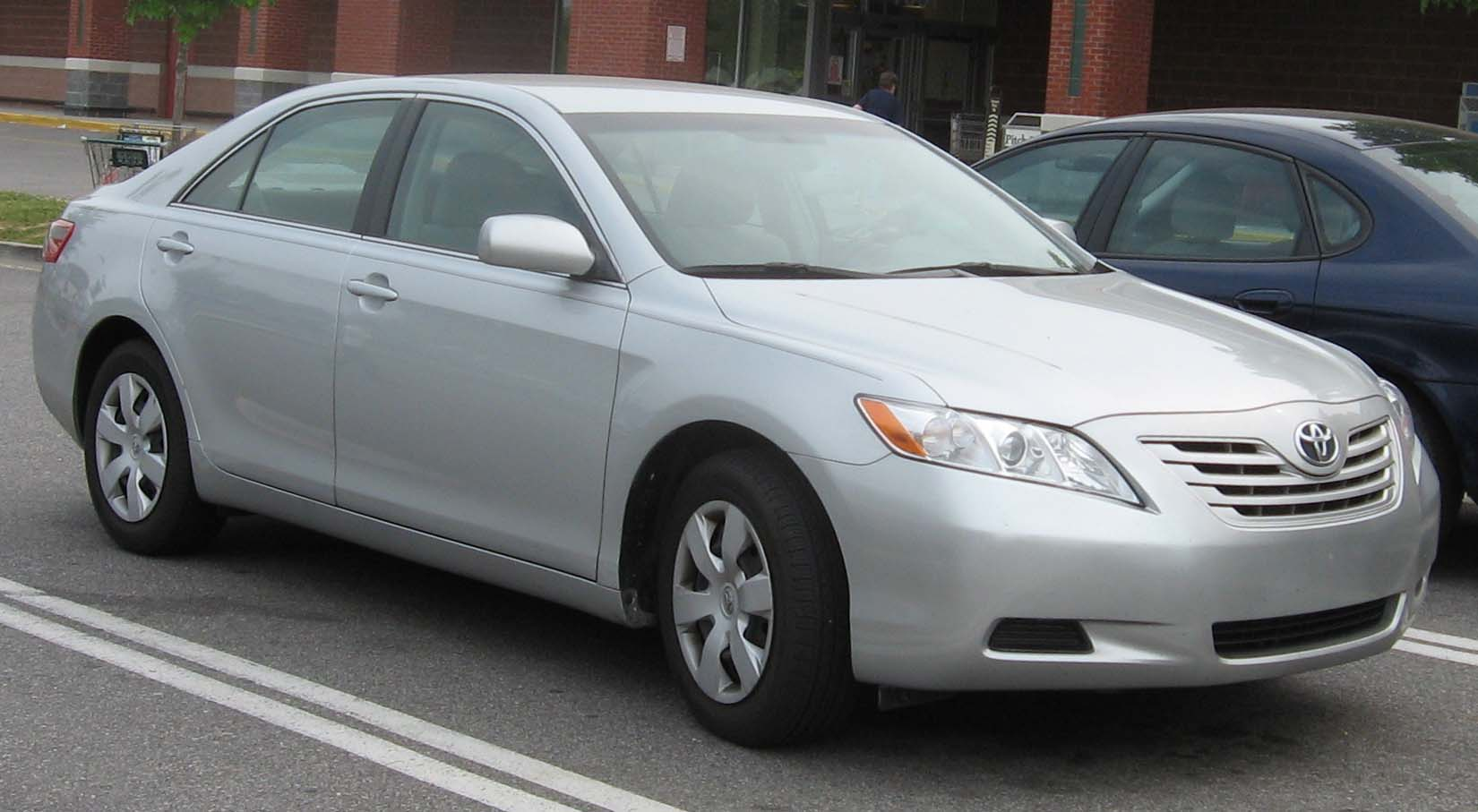
Toyota Camry LE del 2007

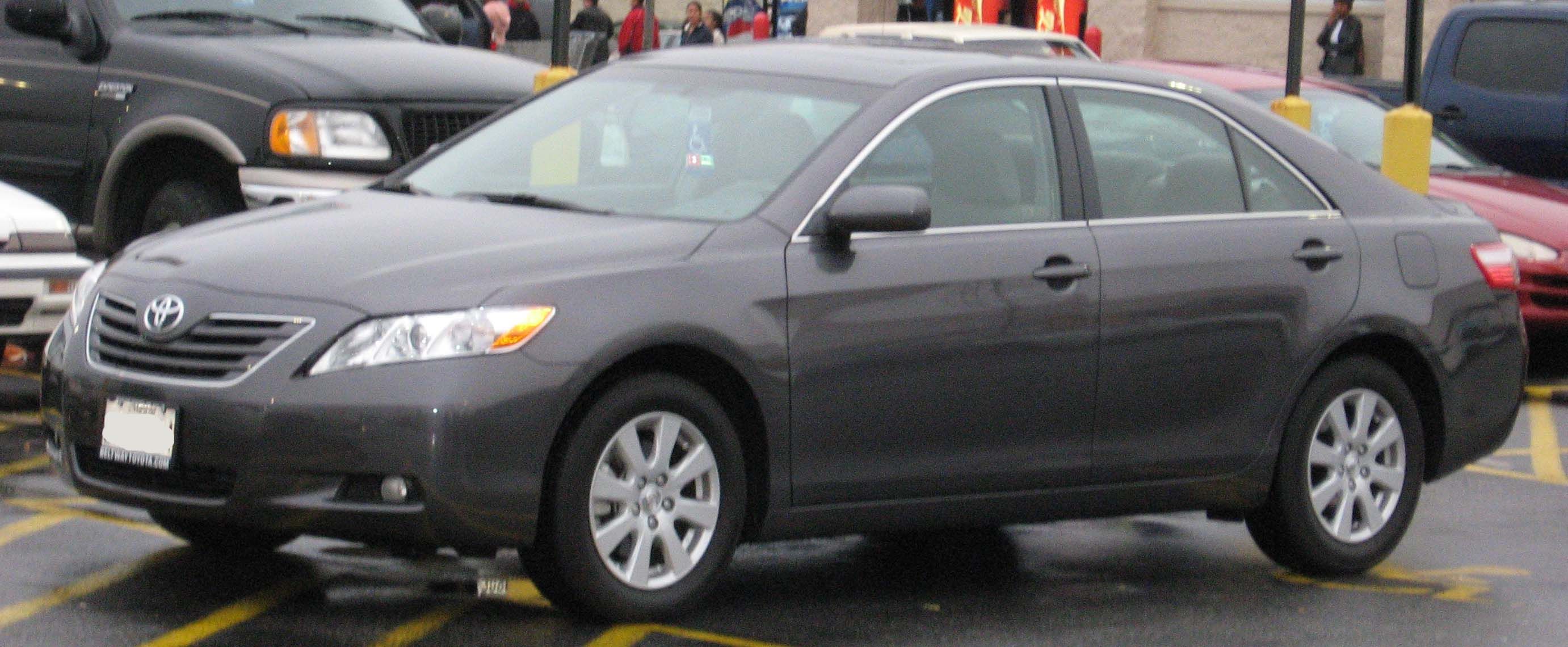
Toyota Camry XLE del 2007

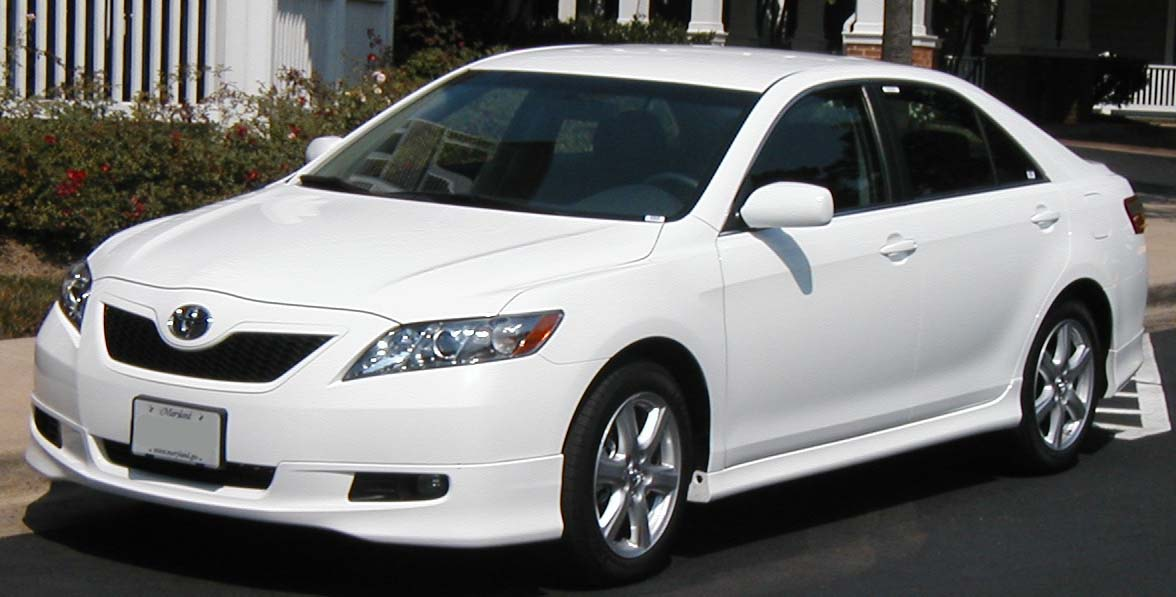
Toyota Camry SE del 2007

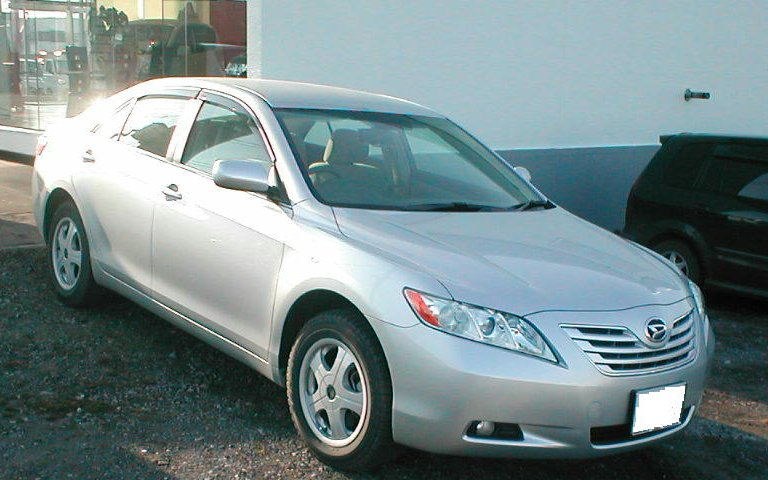
Daihatsu Altis 3a generació

El nou Camry presenta un disseny més musculós, que trenca força amb l'anterior. La fabricació del Camry a Lafayette, Indiana s'inicia aquest any.
Dimensions del Camry:
Batalla (Wheelbase): 2,776 m (109.3 in)
Llargada (Length): 4,806 m (189.2 in)
Amplada (Width): 1,821 m (71.7 in)
Alçada (Height): 1,461 m (57.5 in)
Capacitat del dipòsit: 68 l (18 galons EUA)
Els paquets d'equipament són els següents:
- CE, disponible amb el motor 2.4 L i transmissió manual de 5 velocitats (en opció, automàtica de 5 velocitats). És el paquet econòmic.
- LE, disponible amb el motor 2.4 L i transmissió manual de 5 velocitats (en opció, automàtica de 5 velocitats) o motor 3.5 L i transmissió automàtica de 6 velocitats. És el paquet més sol·licitat.
- SE, disponible amb el motor 2.4 L i transmissió manual de 5 velocitats (en opció, automàtica de 5 velocitats) o motor 3.5 L i transmissió automàtica de 6 velocitats. És el paquet esportiu.
- XLE, disponible amb el motor 2.4 L i transmissió automàtica de 5 velocitats o motor 3.5 L i transmissió automàtica de 6 velocitats. És el paquet luxe.

En comú, tenen tots ABS, airbags frontals, laterals i de cortina i airbag als genolls per al conductor. Sistema d'entrada/arrancada del motor sense clau està en opció pel XLE i de sèrie en l'Hybrid, sistema de navegació amb connexió sense cables amb el telèfon mòbil i seients calefactables disponible en opció al SE, XLE i Hybrid.
Mecànicament, es retalla el ventall anterior i es manté el 2.4 L, però s'introdueixen 2 nous motors: un 3.5 V6 i un 2.4 L de cicle Atkinson.
- 2.4 L 2AZ-FE de 158 cv
- 2.4 L 2AZ-FXE cicle Atkinson de 147 cv
- 3.5 L 2GR-FE V6 de 268 cv

En les transmissions, novament presenta canvis, amb l'entrada de 2 transmissions de 6 velocitats manual i automàtica i una CVT:
- Manual de 5 velocitats.
- Automàtica de 5 velocitats U250E.
- Automàtica de 6 velocitats U660E.
- Automàtica CVT P311

Rivals del Camry són l'Honda Accord, Ford Fusion, Saturn Aura i Hyundai Sonata.

### Camry Hybrid

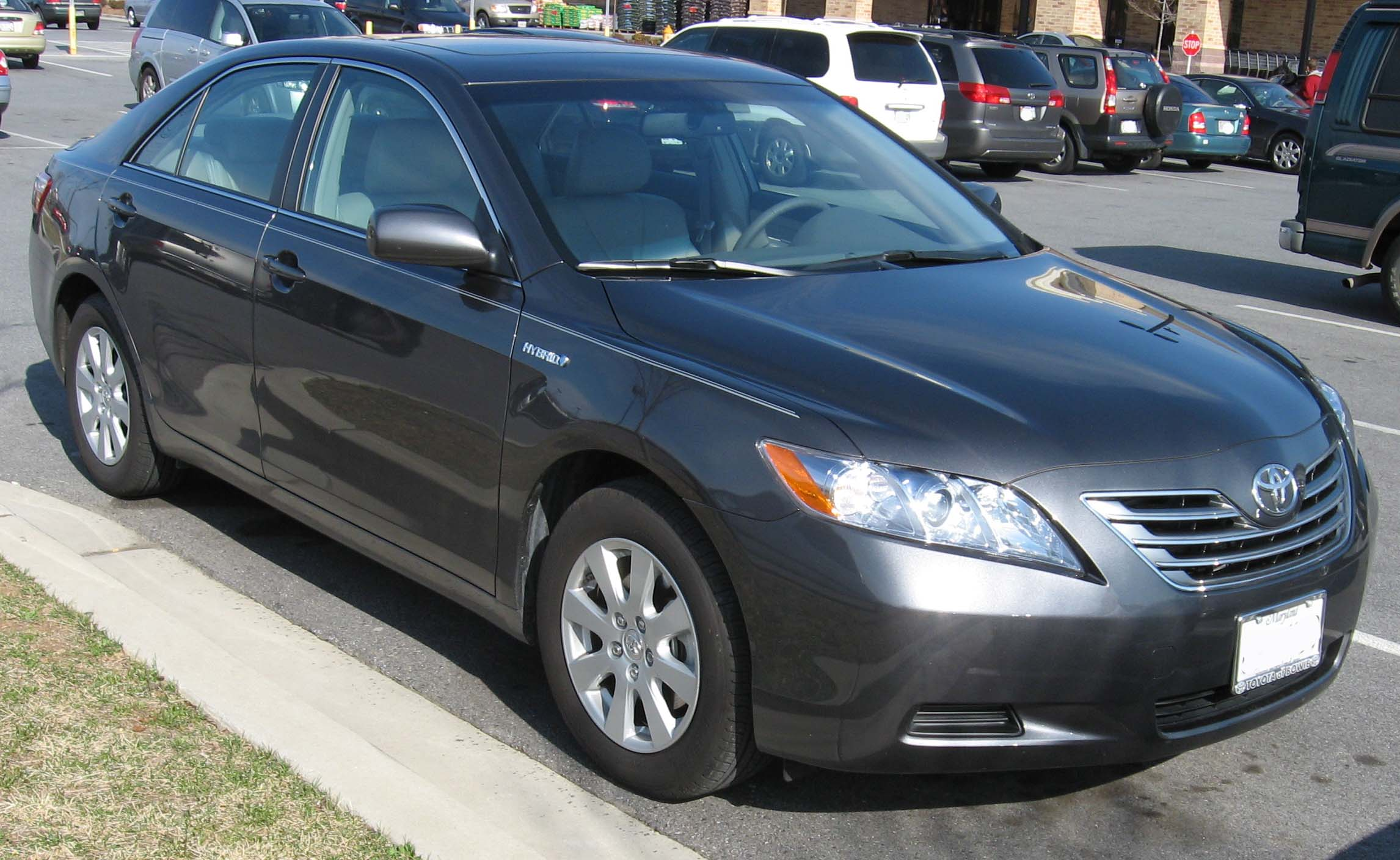
Toyota Camry Hybrid del 2007

Aquest mateix any Toyota presenta una versió híbrida del Toyota Camry. Equipada amb un motor 2.4 L 2AZ-FXE cicle Atkinson de 147 cv i un elèctric de 40 cv, en total dona 187 cv de potència i, associat a una transmissió automàtica CVT P311, el Camry Hybrid promet uns consums de 40 mpg (5,9 l/100) ciutat i 38 mpg (6,2 l/100) carretera, una economia millor si se comparen amb la del 2.4 L associat a una caixa manual de 5 velocitats, que és de 24 mpg (9,8 l/100) ciutat i 34 mpg (6,9 l/100) carretera.
El Camry Hybrid també es constitueix com un paquet d'equipament únic (no pot elegir-se un Camry Hybrid XLE, és Camry Hybrid solament).

## Setena generació (2011-2019)

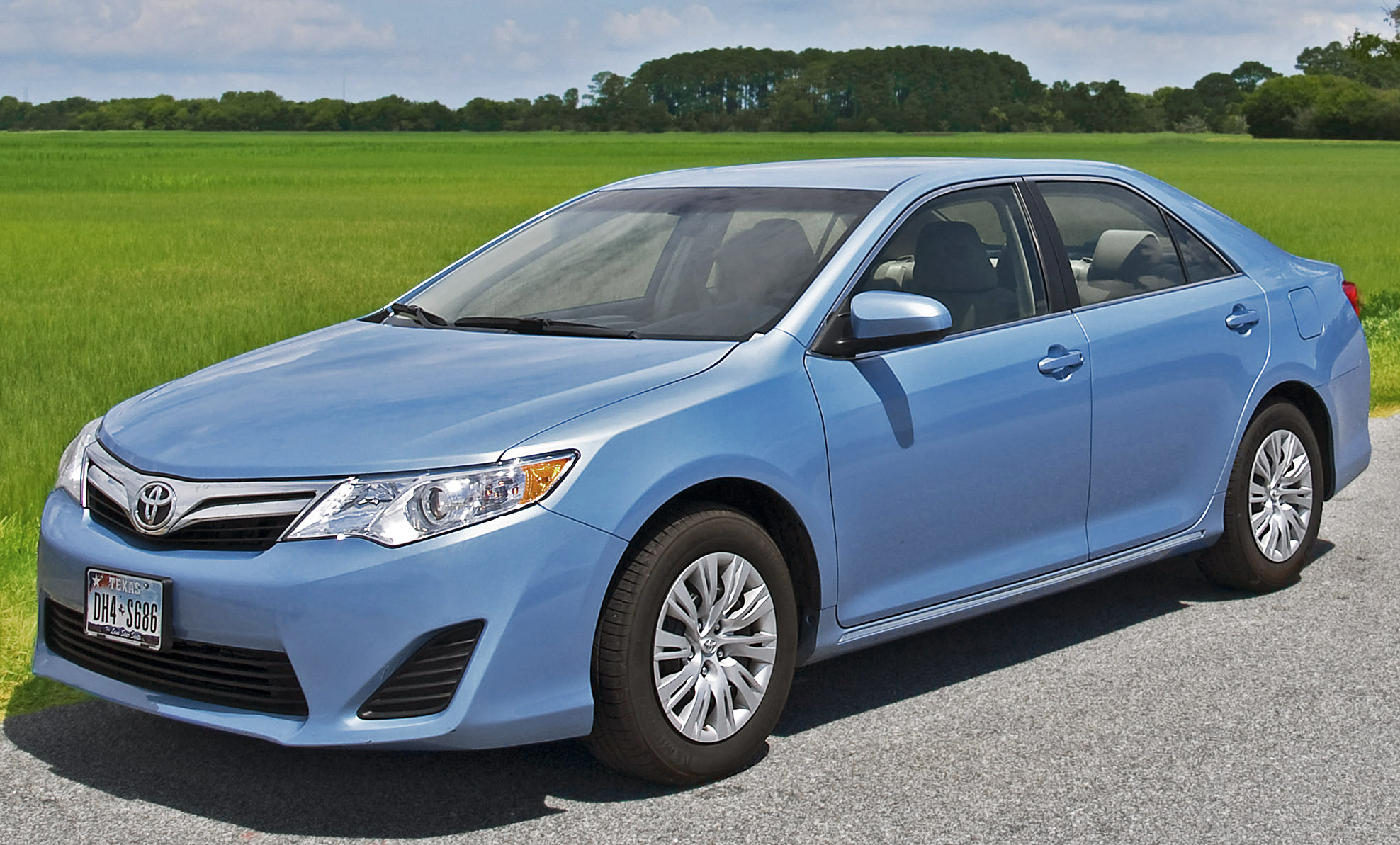
Toyota Camry (2012)

La setena generació del Toyota Camry (de nom en codi XV50) es va produir des del 21 d'agost de 2011 fins a l'octubre de 2017 en la seua versió comuna. Les motoritzacions de les versions nord-americanes van ser dues de 2.500 centímetres cúbics, una amb sistema híbrid i un altre amb 3500 cc amb sis cilindres en V (V6). Totes les motoritzacions, amb excepció de les híbrides, duien d'entrada una transmissió automàtica de sis velocitats. L'abril de 2014 el model va patir una renovació estètica per a la regió nord-americana.

### Camry Prestige

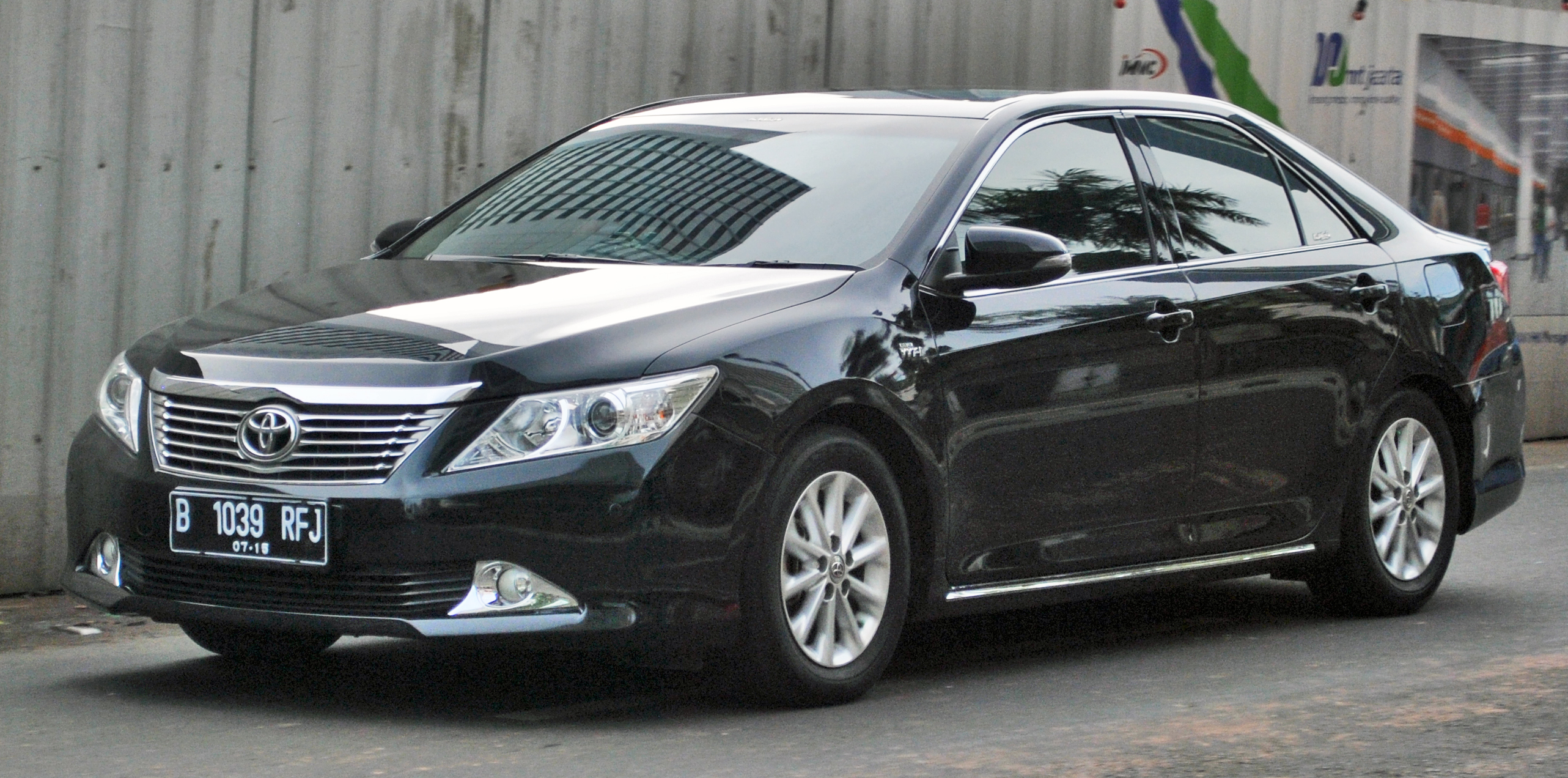
Toyota Camry Prestige

Com ve passant des de la cinquena generació del Camry, al sud-est asiàtic, la berlina es considerada d'un segmen superior i se l'afegix la denominació "prestige". Al Brasil es comercialitzà la variant "Prestige" junt amb el Camry comú però només amb la motorització 3500 V6. El Camry comercialitzat al mercat japonés va tindre l'aspecte del "Prestige Camry". A Austràlia i Nova Zelanda es va comercialitzar el Camry Prestige amb el nom de Toyota Aurion. El model va deixar de comercialitzar-se a l'Índia i el sud-est asiàtic a finals de l'any 2018, tot i que a Vietnam les vendes s'aturaren l'abril de 2019.

### Daihatsu Altis IV

Daihatsu Altis 4a generació

La quarta generació del Daihatsu Altis va començar a comercialitzar-se el 10 de maig de 2012 amb el nom en codi de SXV50, quasi un any després que la corresponent generació del Toyota Camry sobre la qual està basat (la setena en aquest cas, amb el codi XV50). Aquesta va ser la primera generació de l'Altis en ser comercialitzada amb una motorització hibrida exclusivament. La quarta generació de l'Altis es deixà de comercialitzar el juliol de 2017 junt amb la setena generació del Camry per tal de donar pas a la cinquena generació (SXV70).

## Huitena generació (2017-present)

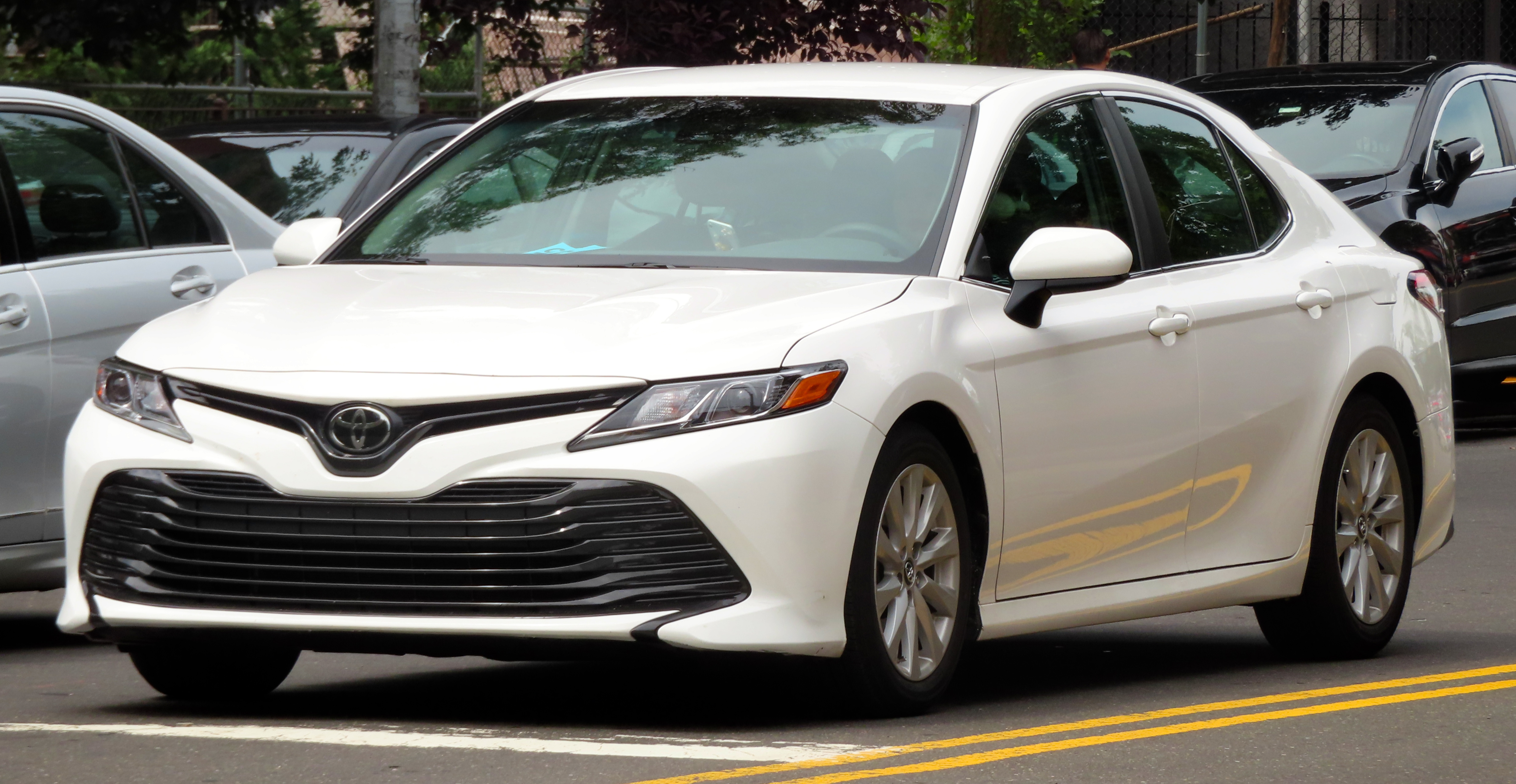
Toyota Camry (2019)

La huitena generació del Toyota Camry (de nom en codi XV70) es produeix des de gener de 2017, sent presentat al saló de l'automòbil internacional de nord-Amèrica. Va ser llançat al mercat japonés el 10 de juliol de 2017 i al nord-americà a finals del mateix mes, mentres que a l'Europa occidental no va arribar fins a l'abril de 2019 en substitució del Toyota Avensis, berlina mitjana de la marca al continent. La huitena generació equipa diferents motoritzacions depenent dels seus mercats, ja que és un model global, com ara un 2000 cc de gasolina, un 2500 cc gasolina o híbrid i un 3500 amb sis cilindres en V (V6).

### Daihatsu Altis V

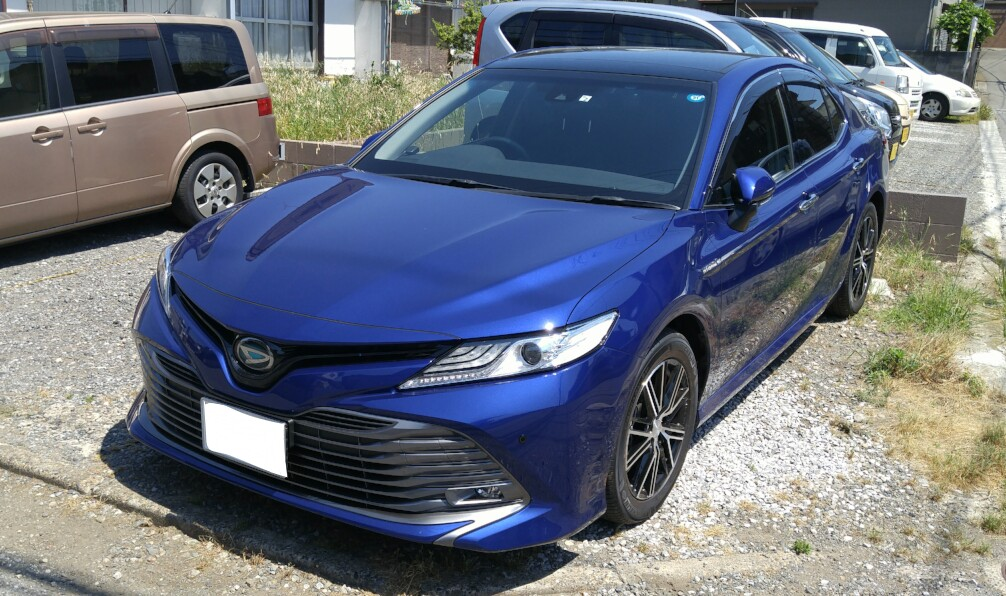
Daihatsu Altis 5a generació

La cinquena generació del Daihatsu Altis va començar a comercialitzar-se al juliol de 2017, un mes després del llançament del Camry, amb el nom el codi d'Altis SXV70 i fet a partir del Toyota Camry de huitena generació (XV70). A diferència del Camry, el qual ofereix diverses motoritzacions, l'Altis només s'oferta amb una única motorització hibrida de 2500 centímetres cúbics com ja venia passant des de la quarta generació.

## Seguretat
El Toyota Camry ha estat sotmès a força proves de seguretat, d'aquí es destaquen els següents resultats.
Per part del Insurance Institute for Highway Security IIHS
- El Toyota Camry del 2007 va obtenir la qualificació de "good" en els tests de xoc frontal  Arxivat 2007-05-18 a Wayback Machine. i lateral  Arxivat 2007-05-18 a Wayback Machine..
- El Toyota Camry del 2002-2006 va obtenir la qualificació de "good" en els tests de xoc frontal  Arxivat 2007-10-05 a Wayback Machine.. Aquí l'IIHS distingeix 2 tipus de resultats:

1. Per als models 2004-2006, el lateral va obtenir la qualificació de "good" en equipar airbags laterals  Arxivat 2008-11-29 a Wayback Machine..
2. Els models del 2002-2006 sense airbags laterals obtenen la qualificació de "poor"  Arxivat 2008-11-29 a Wayback Machine..

- El Toyota Camry del 1997-2001 va obtenir la qualificació de "good" en els tests de xoc frontal  Arxivat 2013-06-23 a Wayback Machine..
- El Toyota Camry del 1994-1996 va obtenir la qualificació de "average" en els tests de xoc frontal  Arxivat 2013-06-23 a Wayback Machine..

Per part de la National Highway Traffic Safety Administration NHTSA
- Atorga 5 estrelles al Toyota Camry del 2007 en xoc frontal i 5 estrelles en el lateral passatger i lateral al conductor  Arxivat 2006-09-23 a Wayback Machine..
- Atorga 5 estrelles al Toyota Camry del 2006 en xoc frontal i 3 estrelles en el lateral dels passatgers i 4 estrelles en el lateral al conductor i copilot  Arxivat 2006-09-22 a Wayback Machine..
- Atorga 4 estrelles al Toyota Camry del 2004 en xoc frontal i 3 estrelles en el lateral dels passatgers i 4 estrelles en el lateral al conductor i copilot  Arxivat 2006-09-23 a Wayback Machine..

## Premis i reconeixements
Durant el seu llarg període de vendes, el Camry ha recollit força premis i reconeixements, a destacar:
- Cotxe de l'any 2007 per la revista Motor Trend  Arxivat 2007-05-09 a Wayback Machine..
- Cotxe de l'any 2007 al Canadà .
- Cotxe híbrid de l'any 2007 per Autosite.com .
- Best Buy al Toyota Camry del 2007 per Consumerguide  Arxivat 2007-05-09 a Wayback Machine..
- Best Buy al Toyota Camry del 2002-2006 per Consumerguide  Arxivat 2007-06-13 a Wayback Machine..
- Best Buy al Toyota Camry del 1997-2003 per Consumerguide  Arxivat 2007-05-30 a Wayback Machine..
- Best Buy al Toyota Camry del 1992-1996 per Consumerguide  Arxivat 2007-06-01 a Wayback Machine..
- Cotxe més venut als Estats Units des del 1997   Arxivat 2007-05-14 a Wayback Machine., excepte en el 2001 .  Arxivat 2007-02-10 a Wayback Machine..